# Euryzygoma
Euryzygoma es un género extinto de mamífero marsupial diprotodóntido que habitaba bosques húmedos de eucaliptos en Queensland y en Nueva Gales del Sur durante el Plioceno de Australia. Se cree que Euryzygoma pesaba alrededor de 500 kg y que se diferenciaba de otros diprotodóntidos por tener unos inusuales huesos cigomáticos expandidos lateralmente que podrían haber sido utilizados para almacenar comida o bien para exhibiciones de cortejo sexual. Se piensa que Euryzygoma es el género ancestral del cual evolucionó Diprotodon.